# Ligne de la Roche-Bernard à Locminé
La ligne de la Roche-Bernard à Locminé est une ligne de chemin de fer, à voie métrique, française fermée. Elle faisait partie du réseau de voies ferrées d'intérêt local de la Compagnie des Chemins de fer du Morbihan.